# Щеглов, Николай Николаевич
Николай Николаевич Щеглов (1849 — ?) — российский духовный писатель и педагог.
Николай Николаевич Щеглов воспитывался в Киевской духовной академии, по окончании которой преподавал в Киевской духовной семинарии.
Основные труды Николая Щеглова: «Ad nationes» Тертуллиана« (Киев, 1876), „Апологетик“ Тертуллиана» (ib., 1888) и «Северо-западные африканские христианские писатели и их значение в истории христианской церкви» (ib., 1889).